# UTC+05:30

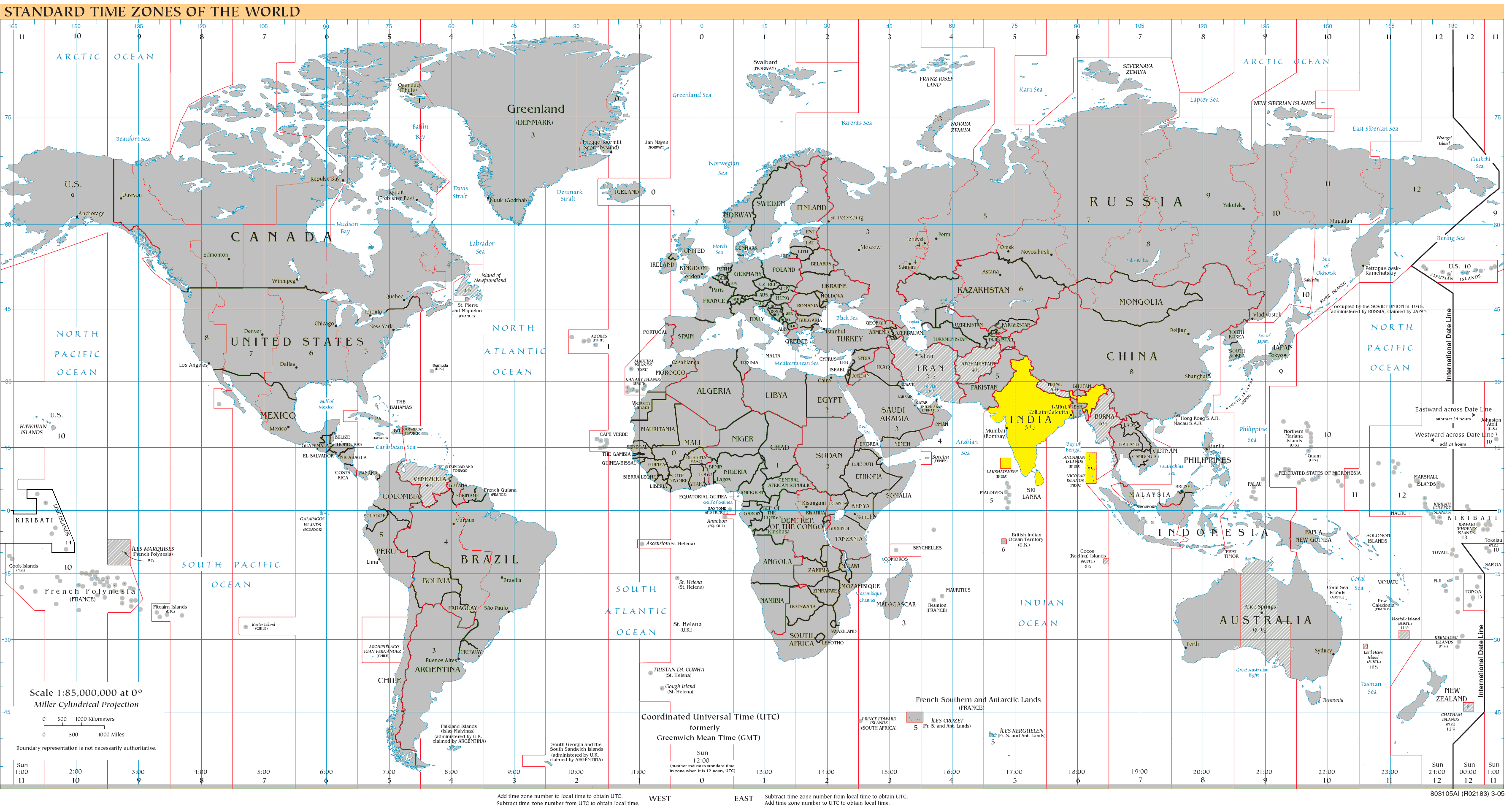
UTC+05:30

UTC+05:30 (E+ – Echo+) – strefa czasowa, odpowiadająca czasowi słonecznemu południka 82°30'E.
Do strefy czasowej UTC+5:30 należy indyjski czas standardowy (IST, Indian Standard Time).
W strefie znajduje się m.in. Bengaluru, Ćennaj, Delhi, Hajdarabad, Kolkata, Kolombo i Mumbaj.

## Strefa całoroczna
Azja:
- Indie
- Sri Lanka